# Codul administrativ al României
Codul administrativ este o ordonanță de urgență care reglementează actvitatea administrației publice din România.
Adoptat prin Ordonanța de Urgență 57 din 2019, Codul reprezintă materializarea unei vechi dorințe de unificare a normelor juridice din administrația publică.
Codul conține 638 de articole și este structurat în 10 părți.

## Domenii de reglementare
Codul reglementează funcționarea Guvernului României, fiind alături de Constituție unul dintre cele două acte normative care reglementează activitatea acestuia.
De asemenea este reglementată activitatea funcțiilor de primar, președinte de consiliu județean, viceprimar, consilier local sau județean.
Ordonanța reglementează regimul juridic al proprietății publice.
Totodată ordonanța reglementeaza activitatea funcției publice de prefect.

## Istoric
Ideea unui Cod administrativ nu este una deloc nouă. Pe 9 iulie 2018 Camera Deputaților a adoptat în calitate de cameră decizională primul proiect de cod administrativ din România. Proiectul a fost atacat la Curtea Constituțională și a fost declarat neconstituțional de Curte pe 6 noiembrie 2018 prin decizia 681 din 2018.
Codul a fost adoptat prin ordonanță de urgență de Guvernul Viorica Dăncilă pe 25 iunie 2019 și a fost publicat în Monitorul Oficial al României pe 5 iulie 2019. Până la adoptarea lui activitatea administrației publice era reglementată prin mai mult de 15 acte normative. 

## Controverse
Codul a fost criticat deoarece guvernul Dăncilă l-a adoptat prin ordonanță de urgență, chiar dacă proiectul inițial adoptat de Parlament în iulie 2018 fusese declarat neconstituțional, deși cele două proiecte nu erau identice.
Codul a fost atacat la Curtea Constituțională de Avocatul Poporului în august 2019. Pe 12 februarie 2020 Curtea a constatat că ordonanța este constituțională și a respins obiecția Avocatului Poporului. 
Codul a fost criticat de mass-media deoarece reglementează acordarea de pensii pentru foștii primari, viceprimari și președinți de consilii județene.
De asemenea actul normativ a fost criticat pentru faptul că prevede posibilitatea consiliilor locale de a utiliza limba minorităților naționale și în localitățile unde acestea nu sunt reprezentate de peste 20% din cetățeni.

## Acte normative abrogate
- Legea nr. 340/2004 privind prefectul și instituția prefectului;
- Legea nr. 90/2001 pentru organizarea și funcționarea Guvernului României și a ministerelor;
- Ordonanța de urgență a Guvernului nr. 17/2009 privind stabilirea unor măsuri pentru reorganizarea aparatului de lucru al Guvernului;
- Ordonanța Guvernului nr. 53/2002 privind Statutul-cadru al unității administrativ-teritoriale
- Legea nr. 393/2004 privind Statutul aleșilor locali, publicată în Monitorul Oficial al României;
- Legea nr. 477/2004 privind Codul de conduită a personalului contractual din autoritățile și instituțiile publice;
- Legea nr. 7/2004 privind Codul de conduită a funcționarilor publici
- Decretul nr. 478/1954 privitor la donațiile făcute statului;
- Legea-cadru a descentralizării nr. 195/2006;[6]